# I passi dell'amore - A Walk to Remember
I passi dell'amore - A Walk to Remember (A Walk to Remember) è un film del 2002 diretto da Adam Shankman e basato sul romanzo omonimo del 1999 di Nicholas Sparks. Il film è interpretato da Shane West, Mandy Moore, Peter Coyote e Daryl Hannah.

## Trama
Landon Carter, diciotto anni, è un liceale ribelle e senza regole che vive a Beaufort nella Carolina del Nord assieme alla madre divorziata e ha un cattivo rapporto con il padre, colpevole - a suo dire - di essersene andato di casa ed averli lasciati soli. A scuola, è uno dei ragazzi più popolari del corpo studentesco, corteggiato da diverse ragazze ed ancora oggetto di desiderio di Belinda, la sua ex fidanzata, che, nonostante non stiano più insieme, cerca ancora in ogni modo di farlo riavvicinare a lei.
Un giorno Landon e i suoi amici attirano un nuovo studente, Clay Gephardt, in una fabbrica di cemento per fargli uno scherzo con l'obiettivo fittizio di effettuare una cerimonia di iniziazione. Lo scherzo finisce male e il giovane malcapitato finisce in ospedale e la cosa viene portata all'attenzione del preside della scuola attraverso le forze dell'ordine. Il preside pone a Landon due soluzioni: essere espulso dalla scuola oppure completare diversi progetti di servizio che includono tutoraggio dei ragazzini problematici nel fine settimana, compiti di pulizie e partecipazione alla recita scolastica di fine anno.
Scegliendo il servizio civile, Landon entra in contatto con Jamie Sullivan, la figlia del reverendo battista locale. Jamie è una ragazza semplice, di grande fede, che nel tempo libero fa volontariato ed è appassionata di astronomia. Per il suo carattere e modo di vestire, è spesso oggetto di prese in giro, soprattutto da parte di Landon e dei suoi amici. Dovendo chiederle aiuto per la recita, Landon comincia a frequentarla e a conoscerla meglio, ma Landon è scortese con Jamie a scuola per impressionare i suoi amici e Jamie si rende conto che Landon vuole mantenere segreta la loro amicizia agli altri.
Nella serata di apertura dello spettacolo, Jamie stupisce Landon e il pubblico con la sua voce e la sua bellezza. Quando Jamie finisce di cantare verso la fine, Landon la bacia impulsivamente appena prima che il sipario si chiuda. In seguito, Jamie evita Landon fino a quando gli amici di Landon non le fanno uno scherzo crudele, guidati da Belinda. In opposizione ai suoi amici, Landon difende Jamie ed anzi chiede a Jamie di andare ad un appuntamento. Jamie rivela che non le è permesso uscire ma Landon non desiste e chiede il permesso al padre di lei che, inizialmente titubante, è d'accordo.
La relazione si rafforza man mano e i due giovani si innamorano sinceramente l'uno dell'altro e tutto sembra a posto. Tuttavia, durante un appuntamento, Jamie confessa di non fare progetti per il futuro perché ha la leucemia e non ha risposto alle cure. Le condizioni di Jamie peggiorano e viene mandata in ospedale. Landon allora chiede aiuto a suo padre che è un medico, e con cui non ha mai avuto un buon rapporto. Landon torna indietro in lacrime dopo essersi sentito deluso dall'incapacità di suo padre di aiutarla in quanto è un cardiologo. Jamie dà a Landon un libro che una volta apparteneva alla sua defunta madre e gli dice che Landon è il suo angelo e, all'insaputa di Landon, Jamie riceve assistenza domiciliare privata dal padre di Landon per alleviare l'onere finanziario del reverendo.
Landon costruisce un telescopio per Jamie per vedere una cometa e, con l'aiuto del padre di Jamie, lo finisce in tempo per dare a Jamie la bella sorpresa. È allora che Landon chiede a Jaime di sposarlo. Jamie accetta in lacrime.
Anni dopo, Landon torna a Beaufort per visitare il padre di Jamie, rivelando che è stato accettato alla facoltà di medicina. Landon si lamenta del fatto che Jamie non sia mai stata in grado di assistere a un miracolo, a cui il padre di Jamie risponde che il miracolo è lo stesso Landon.

## 2002 CD Soundtrack Tracklist
1. Switchfoot – Dare You To Move
2. Mandy Moore – Cry
3. Mandy Moore e Jonathan Foreman – Someday We'll Know (cover di New Radicals)
4. Toploader – Dancin' In The Moonlight (cover di King Harvest)
5. Switchfoot – Learning To Breathe
6. Mandy Moore – Only Hope (cover di Switchfoot)
7. Mandy Moore – It's Gonna Be Love
8. Switchfoot – You
9. Rachael Lampa – If You Believe
10. Cold – No One
11. West, Gould, & Fitzgerald – So What Does It All Mean?
12. New Radicals – Mother, We Just Can't Get Enough
13. The Breeders – Cannonball ((2003 Special Expanded Edition Bonus Track))
14. Noogie – Friday On My Mind ((2003 Special Expanded Edition Bonus Track))
15. Fuel – Empty Spaces ((2003 Special Expanded Edition Bonus Track))
16. Switchfoot – Only Hope

- Il CD include il video della canzone di Mandy Moore Cry.
Lista completa della canzoni presenti nel film
1. The Breeders – Cannonball
2. West, Gould, & Fitzgerald – So What Does It All Mean?
3. Fuel – Empty Spaces
4. Mandy Moore – Lighthouse
5. Noogie – Friday on My Mind
6. Skycopter 9 – Anything You Want
7. Soul Hooligan – Numb in Both Lips
8. Onesidezero – Tapwater
9. Rachael Lampa – If You Believe
10. Extra Fancy – No Mercy
11. Cold – No One
12. Matthew Hager – Enough
13. New Radicals – Mother, We Just Can't Get Enough
14. Mandy Moore – Only Hope
15. Missy Elliott – Get Ur Freak On
16. Jars of Clay – Flood
17. Toploader – Dancin' In The Moonlight
18. Mandy Moore e Jon Foreman – Someday We'll Know
19. Switchfoot – Learning to Breathe
20. 311 – All Mixed Up
21. Switchfoot – Dare You To Move
22. Switchfoot – You
23. Mandy Moore – It's Gonna Be Love
24. Switchfoot – Only Hope
25. Mandy Moore – Cry

## Riconoscimenti
- 2002 - MTV Movie Awards
  - Miglior performance rivelazione femminile (Mandy Moore)